# Rebilus maleny
Rebilus maleny is een spinnensoort uit de familie Trochanteriidae. De soort komt voor in Queensland.